# Richard Petty
Richard Lee Petty (Level Cross, Sjeverna Karolina, SAD, 2. srpnja 1937.) je bivši američki NASCAR vozač. Smatra se najvećim NASCAR vozačem svih vremena.
Richard Petty je uz Dalea Earnhardta jedan od dva vozača koji osvojili naslov u "Cup Series" ukupno sedam puta. On je također poznat po rekordnom broju od 200 pobjeda u svojoj 35-godišnjoj karijeri u NASCAR-u. 
Ostali njegovi uspjesi uključuju sedam ukupnih pobjeda u utrkama Daytona 500, 27 pobjeda u sezoni 1967., u kojoj je imao 10 uzastopnih pobjeda, postigao je 123 pole pozicije i 712 top-10 rezultata u svojim 1184 utrka. 
U razdoblju od 1971. do 1989. godine, imao je početnu poziciju u 513 uzastopnih utrka. Richard Petty općenito se smatra najvećim NASCAR vozačem svih vremena. Njegov nadimak je "kralj".
Richard Petty je također bio i vlasnik NASCAR momčadi Petty Enterprises (koju je naslijedio od svog oca, svostrukog NASCAR Cup prvaka, Leeja, a trenutno Richard Petty Motorsports.

## Uspjesi
- NASCAR Cup (Grand National, Winston): 1964., 1967., 1971., 1972., 1974., 1975., 1979.

## Povznice
- richardpettymotorsports.com
- racing-reference.com, Richard Petty statistika